# Vander Joaquim
Valdélicio Macanga Maia « Vander » Joaquim, né le 15 avril 1990, à Luanda, en Angola, est un joueur angolais de basket-ball. Il évolue au poste de pivot.

## Biographie
À l'issue de la saison 2018-2019 de Pro B, il retourne en Angola dans son ancien club de l'Atlético Petróleos. Au mois d'août 2020, il prolonge son contrat pour une saison supplémentaire.

## Palmarès
- Champion d'Afrique 2013
- Finaliste du championnat d'Afrique 2011